# Dominik Geißler
Dominik Geißler (* 1963 in Stuttgart) ist ein deutscher Politiker (CDU). Nach Tätigkeiten als Journalist und für verschiedene Bundesministerien ist er seit dem 1. Januar 2023 Oberbürgermeister der Stadt Landau in der Pfalz in Rheinland-Pfalz.

## Leben und Beruf
Dominik Geißler wuchs in der Südpfalz und in Mainz auf. Nachdem er sein Abitur in der rheinland-pfälzischen Landeshauptstadt abgelegt hatte, absolvierte er eine journalistische Ausbildung bei der Tageszeitung „Rheinpfalz“ in Ludwigshafen. Für die Zeitung war er auch während seines Studiums der Musik-, Politikwissenschaft und Slavistik, das er mit der Promotion abschloss, als freiberuflicher Journalist tätig. Für die russische Wochenzeitung „Moskowskije Nowosti“ (Moskau News) arbeitete er in Moskau und im Baltikum. Danach war er als Lektor und Berater beschäftigt.
Im Jahr 2008 wechselte er nach Berlin, um als Vize-Pressesprecher der CDU/CSU-Fraktion im Deutschen Bundestag tätig zu werden. Nach der 2009 erfolgten Wahl von Peter Altmaier zum Parlamentarischen Geschäftsführer der Unionsfraktion begann dessen enge Zusammenarbeit mit Geißler. In den nächsten Jahren begleitete Geißler die weiteren Stationen Altmaiers: 2012 wurde er von Altmaier als dessen Sprecher und Leiter des Kommunikationsstabs ins Bundesministerium für Umwelt geholt, wechselte 2014 mit ihm als dessen Sprecher und stellvertretender Büroleiter ins Kanzleramt, als Altmaier Kanzleramtsminister wurde, und ins Bundesministerium für Wirtschaft und Energie, als Altmaier 2018 zum Wirtschaftsminister ernannt wurde. Dort war Geißler wieder Sprecher des Ministers und ab Ende Juni 2019 auch Leiter der Leitungs- und Planungsabteilung des Ministeriums. Nach der Bildung der Ampel-Koalition wurde Geißler am 3. Januar 2022 von Altmaiers Nachfolger Robert Habeck in den einstweiligen Ruhestand versetzt.
Zur gleichen Zeit wurde bekannt, dass der bisherige Oberbürgermeister von Landau in der Pfalz, Thomas Hirsch (CDU), sein Amt vorzeitig aufgeben würde, um als Präsident zum Sparkassenverband Rheinland-Pfalz zu wechseln. Die CDU nominierte daraufhin Dominik Geißler einstimmig als ihren Kandidaten für die Nachfolge. Er setzte sich bei der Stichwahl am 17. Juli 2022 mit einem Stimmenanteil von 50,56 % gegen seinen Mitbewerber, den Landauer Bürgermeister Maximilian Ingenthron (SPD) durch, nachdem bei der Direktwahl am 3. Juli keiner der ursprünglich fünf Kandidaten eine ausreichende Mehrheit erreichen konnte. Am 13. Dezember vereidigt, trat Geißler das Amt des Oberbürgermeisters am 1. Januar 2023 an. Dabei benannte er als Schwerpunktthemen seiner zukünftigen Tätigkeit die Förderung von Bürgerbeteiligung und Kultur, den Klimaschutz, die Stärkung der Innenstadt und der Wirtschaftskraft Landaus.

## Privates
Dominik Geißler ist der älteste der drei Söhne des früheren CDU-Politikers Heiner Geißler (1930–2017). Er ist seit 1995 mit einer Französin verheiratet und Vater eines erwachsenen Sohnes. Als Pianist hat er schon Klavierkonzerte gegeben, sein Repertoire reiche nach eigener Aussage „von Bach bis Billy Joel“. In seiner Freizeit ist er, ähnlich wie sein Vater, als Gleitschirmflieger, Kletterer und Mountainbiker aktiv.